# PSYREN -サイレン-
『PSYЯEN -サイレン-』は、岩代俊明による日本の漫画。『週刊少年ジャンプ』（集英社）において、2008年1号から2010年52号まで連載された。単行本は全16巻。岩代にとっては『みえるひと』の連載終了以来、約1年ぶりの連載である。『週刊少年ジャンプ』誌上での公式なジャンルは「サスペンス」である。なお、作品のタイトルロゴおよび本作品のキーアイテムである赤いテレホンカードの表記は「PSYЯEN」となっており、Rが左右反転している。
荒廃した未来の日本と、現代の日本とを行き来する謎のゲーム「PSYЯEN（サイレン）」に巻き込まれた主人公の少年・夜科アゲハが、幼馴染の雨宮桜子らと共にゲームを進めながら、ゲームの謎や未来の世界が荒廃した理由を突き止め、世界を崩壊に導いた組織と戦う姿を描く。連載話数の単位は「CALL.（コール）○○」である。

## あらすじ
作中における西暦2008年の6月某日、主人公・夜科（よしな）アゲハは、「PSYЯEN」と書かれた赤いテレホンカードを手に入れる。その後、赤いテレホンカードで謎の世界・サイレンに行けるという都市伝説に幼馴染の雨宮桜子（あまみや さくらこ）が関わり、失踪したことを知る。雨宮を探すため、アゲハは赤いテレホンカードを使用してサイレン世界へ行く。サイレン世界でアゲハは、同じく赤いテレホンカードでサイレン世界に来た人々と出会うが、突如現れた禁人種（タヴー）とよばれる怪物に襲われ、人々は次々と殺害されていった。そのような状況でアゲハは雨宮と再会し、禁人種を倒して命からがらサイレン世界から脱出した。
脱出後、サイレン世界に行ったことでアゲハは超能力・PSI（サイ）が使えるようになり、また、雨宮からサイレン世界が「文明が崩壊した未来の地球」であることを知らされる。世界崩壊の原因を突き止めるため、アゲハ達は現代と未来で調査を開始する。そして、世界滅亡の原因が、謎の隕石・ウロボロスと超能力集団・W.I.S.E（ワイズ）であることを突き止めたアゲハ達は、歴史を変えるためにW.I.S.Eに戦いを挑む。

## 世界観

### PSYREN（サイレン）
作品の舞台である2008年の日本では、全く接点の無い人間が全国で次々と姿を消す連続失踪事件・通称「神隠し」が発生しており、この事件の黒幕は「秘密結社サイレン」であるという都市伝説が流布している。その都市伝説は、秘密結社サイレンの使者・怪人ネメシスQが、赤いテレホンカードを持つ者を楽園へと導くという内容である。本作品に登場する霊能力者・天樹院エルモアが、サイレンの真実に5億円の懸賞金を掛けたことで、サイレンの謎解きが一大ブームとなり、唯一の手掛かりとされる赤いテレホンカードは、偽物を含めてネットオークションなどで高額で取引されているという設定である。
その実態は、赤いテレホンカードを手に入れた者が、タイムスリップによって荒廃した未来の日本・サイレン世界と、現代の日本とを行き来するゲームである。未使用の赤いテレホンカードを公衆電話に挿入すると、自動的にサイレン入国管理センターと名乗る所に繋がり、女性オペレーターによるイエス・ノー形式の2択アンケートをさせられる。このアンケート審査にクリアした者は、サイレン世界の放浪者・サイレンドリフトとなり、サイレンのゲームに参加させられることになる。
ネメシスQの正体は、グリゴリ07号なる人物の超能力・PSIによって創造された存在であり、ゲームの目的は、世界を破壊した犯人およびその手段を知ることである。ネメシスQは、サイレンの情報を漏らそうとしたサイレンドリフトを抹殺し、サイレンに関する情報の漏洩を阻止しようとする。このため、サイレンの実態が世間に広まることは無く、作中では都市伝説のままとなっている。

#### ゲームの概要
ゲームは不定期に開催される。ゲーム開始前に、ネメシスQは赤いテレホンカードを通じて、サイレンドリフトだけに聞こえるゲーム開始のベルを鳴らす。これに対してサイレンドリフトは電話の受話器を取り、サイレン世界へとタイムスリップする。このベルの音は、サイレンドリフトが受話器を取るまで徐々に音量を上げながら鳴り続け、やがて脳が潰れるほどの音量となるため、廃人になりたくなければ受話器を取り、ゲームに参加するしかない。
サイレン世界へタイムスリップしたサイレンドリフトは、ゲームのスタート地点となる公衆電話の近くに出現し、そこからゲーム開始となる。参加者はゴールゲートとなる公衆電話を目指し、ゴールゲートの公衆電話に自身のテレホンカードを挿入することで現代の日本へと帰還できる。これでゲームは一旦終了となる。なお、スタート地点の公衆電話で、ゴール地点を確認できる。
ゲームのスタート・ゴール地点は毎回異なり、前回のゴール地点から数キロメートル以内の東にある公衆電話が次のゲームのスタート地点となる。つまり、サイレンドリフトはゲームを繰り返しながらサイレン世界を東へ向かうことになる。サイレン世界から現代の日本へ戻るたびにテレホンカードの度数は減少し、テレホンカードの度数が初期の50から0にするとゲームクリアとなり、以降サイレン世界に呼び出されることはなくなる。

#### サイレン世界
ゲームの舞台となる2018年の日本は、ほぼ全域が荒野に変貌している。人工物は、点在するサイレン塔と呼ばれる謎の建造物以外はほとんど廃墟と化している。生物は確認できず、「禁人種（タヴー）」と呼ばれる異形の存在が荒野を徘徊している。また、上空は膜のようなもので覆われ、日光は差さず、真夜中でもあまり暗くならない。ただし、九州の南側などは、その膜に穴が開いて日光が差す場所もある。サイレン塔と呼ばれる建造物は、この膜の穴を塞ぎ、制御するためにある。大気中には後述するPSI（サイ）の力が充満しており、この大気に感染するとPSIの力が目覚める。
本作品の特徴として、現代での行動によって歴史が改変し、未来であるサイレン世界の様相は変化するというものがある。作中では、主人公達の行動によって幾つかの歴史改変が起き、その結果、サイレン世界での生存者数が増加するなどの変化が発生した。最終的に世界滅亡を阻止したため、新たな時間軸が生まれ、パラレルワールドが誕生した。

##### サイレン世界の施設
天樹の根
エルモアが日本政府と共に、伊豆にある彼女が所有する病院の地下に建造したコロニー。通称「 根（ルート） 」。内部は居住区・生産プラント・空調・浄水・発電施設のほか、避難民1000人が5年間生存可能な物資を備蓄しており、「転生の日」を生き延びた人々が暮らしている。
ネオ天草
統治者であるネオ天草四郎時貞こと碓氷によって、長崎の島原に造り上げられたコミュニティ。この地域は空を覆う膜に穴が開いており、太陽光の恩恵を受けている。そのため、禁人種が寄り付くことも少ない。W.I.S.E.に存在を認識されており、後にジュナスの襲撃によって壊滅した。
夢喰島（むくろじま）
鹿児島の南西20キロメートルに位置するという設定の、緑の木々と花々に包まれた孤島。グリゴリ07号の力で外界から隠されていたが、彼女の力が限界に近付いているために、外界からも確認できるようになっている。島の地下に、政府が作ったサイキッカーを隔離・収容するための施設、通称「特異能力者の家（ホーム）」がある。ネメシスQの主はこの施設の設備を利用し、生きながらえていた。

### W.I.S.E（ワイズ）
「W.I.S.E（ワイズ）」は、サイレン世界を支配している組織である。作中における西暦2010年初頭に、世界を破滅させた元凶という設定である。リーダーは天戯弥勒で、「アストラル・ナーヴァ」という建造物を拠点に、星将（せいしょう）と呼ばれるサイキッカー達が禁人種を統率している。星将よりさらに上には、W.I.S.E元老院が存在する。
W.I.S.Eは「イルミナ」という技術を持ち、メンバーの一部は「イルミナス・フォージ」と呼ばれる手術で球体・イルミナを肉体に組み込むことで、PSIの強化、老化スピードの低下、大気中のPSIを還元することによる栄養の摂取など、サイレン世界の環境に適応している。ただし、イルミナス・フォージの際に拒絶反応が起きた場合は、精神が崩壊し、人外の姿「禁人種（タヴー）」に変貌する。また、イルミナス・フォージを受けた者は、太陽光を浴びると消滅する身体になる。複数のイルミナを身体に組み込んでPSIの力をさらに強化することも可能だが、副作用により寿命が大幅に縮まる。さらに「凝縮型イルミナ」と呼ばれるものもあり、これを組み込まれた者は、イルミナス・フォージの生存率が0.1パーセント以下である代わりに、通常よりもさらに強力なPSIを使うことができるようになる。第二星将直属部隊「スカージ」は、この手術を生き残った者だけで構成されている。

#### 禁人種（タヴー）
「禁人種（タヴー）」は、W.I.S.Eによって人間を材料に生み出された異形の生物である。サイレン世界を徘徊し、サイレンドリフトを発見すると攻撃してくる。その姿は多種多様で、「イルミナ」と呼ばれる核が体のどこかに埋め込まれており、核を破壊された禁人種は肉体が崩壊し、白い灰になって消滅する。

### ウロボロスおよびクァト ネヴァス
作中において、2010年初頭に地球に衝突する直径150キロメートルの超巨大隕石。自分の意思で動いているかのように不規則な軌道で宇宙空間を漂流している。その軌道がヘビを連想させることから「ウロボロス」と名づけられた。さらに、隕石でありながら点滅するように発光を繰り返し、作中では、誰かにメッセージを送っているように見えるとの記述がされている。ウロボロスの内部には、流動体のような謎の物質「星を喰う者・クァト ネヴァス」が内蔵されており、外殻から流出し、薄い膜のように地球全体を覆った。作中ではウロボロスの存在は世間に公表されておらず、ほとんどの一般人はウロボロスの存在を知らないという設定である。

### PSI（サイ）
作中における「PSI（サイ）」は、いわゆる超能力の総称である。瞬間的に全脳細胞を活性化させて発揮する「思念の力」という設定である。全てのPSIは「裂破のバースト」「心波のトランス」「強化のライズ」の3種類の力で構成される。PSIの力を操る者はサイキッカーと呼ぶ。作中において、PSIは本来、全ての人間の脳に備わっているが、進化の過程で封印し、普通の人間の脳細胞の約9割は休眠状態にあり、何らかのきっかけで全脳細胞が覚醒しない限りPSIを使うことはできないという設定である。自然にPSIの力に目覚める者もいるほか、外的要因で目覚めることもある。PSIの使い手は現代科学の常識を超えた事象を引き起こせるが、PSIを制御せずに多用すると脳への負担がかかり、鼻腔からの出血や頭痛を起こし、最悪の場合、過負荷により脳が潰れ、死亡する。

#### 基本のPSI
BURST（バースト）
思念の力を物理的な波動に変えて外界へ放つ。手を触れずに物体を動かす「念動力（テレキネシス）」や、火種を用いずに発火させる「発火現象（パイロキネシス）」などがある。
TRANCE（トランス）
人間の精神に働きかける力で、「テレパシー」などがこの部類に入る。トランスの思念波は物体をすり抜けるため、バーストによるPSIの波動でなければ防ぐことができない。バーストによる波動と同様に、思念波を目に見える形にすることもできるが、バーストと比べて脆弱で、大気の影響を受けやすい。
RISE（ライズ）
身体能力を高める力で、五感・運動神経・反射神経といった感覚機能を強化するライズを「SENSE（センス）」、筋力・耐久力・治癒力といった肉体的パワーを強化するライズを「STRENGTH（ストレングス）」と呼んで区別する。

#### 応用技術・その他
CURE（キュア）
治癒力を高めるライズをバーストの形で外界へ放ち、他者を治療する。肉体的な外傷のほか、PSIによって脳にかかった負担も回復することができる。
有線トランス（ゆうせんトランス）
トランスの一種。作中ではマインドジャックや精神端子とも表記されている。コード状に具現化したトランス波動を、対象者の頭に直接接続する。無線トランスよりも正確かつ精密な脳への干渉を可能とする。また、テレパシーに使った場合、無線トランスと異なり盗聴されたり居場所を特定される危険がない。
バーストストリーム
PSIの使用による脳への負担を抑える技術で、大気に発散したPSI・バーストエネルギーを体内と体外で循環させて、自分の周囲に球体状に張り巡らせる。この状態を維持することで周囲のバーストの力がPSI使用時の物理的なPSIの波動を外へ逃がすので、消耗は増すがPSI使用時の脳への負担が軽くなり、力をコントロールする余地を広げることができるという設定である。天樹院エルモア・フレデリカ・シャオの3人が編み出した。
幻視（ヴィジョンズ）
常人には目視できないものを見ることができるトランス偏重型のPSIである。何が見えるかは使い手によって異なる。
プログラム
決められた動作や現象をあらかじめPSIの中に組み込む技術を、作中ではプログラムと称している。プログラムを組み込まれたPSIは、その法則どおり自動的に作用するため、使用者の負担を軽減することができる。その代わり、一度放たれたプログラムを解消したり、逆らう形でPSIを制御しようとすると大きな負担がかかる。
空間操作（ゾーン）系PSI
一定領域の空間を操作して作用させるPSI。離れた場所を別次元で繋げるテレポートや、操作した空間内で物体に干渉するなどの効果を発揮する。
A・P（アンチ・サイキック）
他者のPSIを打ち消す、掻き消す、乱すなど、PSI自体に作用するPSI。
ノヴァ
バースト・トランス・ライズの3つを包括し、精神・肉体・PSIを完全に融合させる力である。一時的に、人としての限界を超えた力を使うことが可能になる。夜科朱鳥によって開発された。適性があり、使用できる者は限られる。

### グリゴリ
本作品において、旧科学技術庁と防衛庁が合同で設立した秘密研究機関で、PSIの研究を行っていたという設定である。実験体であったグリゴリ01号が脱走したことで、作中の16年前に第1次計画が頓挫した。その後、第2次計画として活動を再開するが、天戯弥勒の脱走により関係者のほとんどが殺害され、機能を停止した。
実験体の脳内には、「Pacs」（パックス）と呼ばれる装置が埋め込まれており、実験体の脳波を調べると同時にPSIの使用を抑制している。また、遠隔操作によって脳内に埋め込まれたPacsのチップを融解させることで、PSIを無力化できる。

## 登場人物

### サイレンドリフト
夜科アゲハ（よしな アゲハ）
本作品の主人公。白瀧（しらたき）高校1年C組の男子生徒。身長168センチメートル。愛知県白滝（しらたき）町という架空の町に在住し、家族に天文学者でNASLの主任を務める単身赴任中の父・朱鳥と、OLの姉・フブキがおり、母親とは小学校のころに死別している。自身の人生に焦燥感を抱きながら日々を過ごしていたところ、サイレンの赤いテレホンカードを入手する。同じく赤いテレホンカードを所持していた雨宮が失踪したことで、彼女を探すためにサイレンドリフトとなった。サイレン世界に恐怖を感じていない、敵の殺害に躊躇しない点をマツリから危ぶまれるが、絶望的な状況に追い込まれるほど危機判断力を発揮する点を評価されている。雨宮に好意を抱き、彼女からも信頼を得ている。W.I.S.Eからは「黒いバースト使いの少年」と呼ばれる。W.I.S.Eとの最終決戦後、PSIを使いすぎたことが原因で半年間、昏睡状態に陥ったが、テレパシーによるサイレン世界の人々の呼びかけによって目を覚ました。本作品の最終回で雨宮と共に夢喰島へ向かい、グリゴリ07号を救出している。10年後の未来では、エルモアの依頼を受け、雨宮とともに世界を回り、サイキッカーの子供を保護している。
PSI能力は「暴王の月（メルゼズ・ドア）」。PSIの力に反応し、吸収・膨張する性質を持つ黒いバーストの塊を作り出す。使用者に多大な負担を強いるが、制御に成功すれば、高い攻撃力と応用性を併せ持つ強力な能力となり、遊坂は弥勒の「生命の樹」に似ていると発言している。
暴王の月を小型化し、高速度で標的を貫く「暴王の流星（メルゼズ・ランス）」、円盤状に変形させたボウリング球サイズの暴王の月で、接近してきた敵やPSI攻撃を自動的に補足し切り刻む「暴王の月・円盤Ver」、アゲハを中心に複数の暴王の月を回転させて身を守る「暴王の渦（メルゼズ・ボルテクス）」や、暴王の渦を分解して周囲を無差別に攻撃する「攻撃モード “裂弾”（スプラッシュ）」などの応用技がある。物語終盤では、実父である朱鳥の指導でノヴァを習得し、W.I.S.Eとの最終決戦にて自身の肉体と暴王の月を融合して驚異的な力を発揮した。
雨宮桜子（あまみや さくらこ）
本作品のヒロイン。白瀧高校1年C組の女子生徒で、アゲハとは小学校からの幼馴染である。眼鏡をかけ、顔立ちは端整だが、他人と馴れ合わず、冷たくアナーキーな物言いをするため、クラスメイトからは氷の女王と揶揄され、避けられている。両親の離婚などによる家庭問題から家出した際に赤いテレホンカードを拾い、サイレンドリフトとなる。本来は優しく明るい性格だったが、サイレン世界における禁人種との戦いや、多くのサイレンドリフトの死を見てきたことから疲弊し、心を閉ざすようになった。さらに碓氷から受けたトランス攻撃によって進行性の記憶喪失を患い、それと同時に今まで封じられていた負の人格・アビスが顔を見せ始め苦悩するが、ノヴァ習得の修行中にアビスと正面から向き合い、アビスを受け入れた。W.I.S.Eとの最終決戦後、昏睡状態に陥ったアゲハを看病し続けた。
得意なPSIはライズとトランスで、ライズで身体能力を強化した上での武器を使った格闘を得意とする。また、有線トランスや長距離テレパシー、幻覚を見せる神経爆弾（マインド・ボム）に、それを応用した「M・J 凶気の鎌（マインド・ジャック インサニティサイズ）」など、様々な技を扱う。5回目のゲーム直前にエルモアから妖刀・心鬼紅骨（しんきべにほね）を授かり、以後武器として用いる。心鬼紅骨は所有者の心の内側を映し出す力を持ち、これを用いてアビスとの対話を行い、さらにはアビスを具現化させることができる。ノヴァ状態では、トランスの煙で周囲を包み込んで相手の心を読み、それに合わせてアビスが動く連携攻撃を行う。
田村隆平とのコラボレーションとして、第7巻に雨宮のコスプレをしたヒルダが、『べるぜバブ』の第1巻にヒルダのコスプレをした雨宮が掲載された。
アビス
雨宮の心の奥底に潜む、もう1人の雨宮の姿で、「本能と衝動の領域」にいる黒い肌をした雨宮で描写される。アゲハを慕い、その他の人間はどうでもいいと思っている。雨宮の意識が薄らいだ際に主人格に取って代わり、この時に一時的に肌が黒くなる。攻撃的だが、アゲハに嫌われたくないという理由で殺人は犯さない。雨宮の時とは異なり、トランスよりバーストを得意とし、悪魔の尻尾のような形のバーストを操作し、周囲を攻撃する。
「another call 2」では、心鬼紅骨なしでも実体化できるようになっており、アゲハと雨宮のデートに乱入した。性格も明るくなっており、本能と衝動の領域も、廃墟からバリアフリー対策がされた住み易い部屋になっている。
朝河飛龍（あさが ひりゅう）
通称・ヒリュー。地久和（ちくわ）高校の1年生の男子生徒で、身長187cmと大柄な体格で茶髪である。頑強な肉体と腕力を持ち、地元では「ドラゴン」という通り名で有名。サイレンと関わって行方不明になった後輩・タツオを探すため、自身もサイレンのテレホンカードを使ってサイレンドリフトとなる。アゲハ・雨宮とは小学校の時、半年間だけ同じ学校に所属しており、サイレン世界でアゲハ・雨宮と再会した当初はお互い気付いていなかったが、後にお互いのことを思い出した。小学生時は身長が低く気弱ないじめられっ子で、牛乳を無理矢理飲まされるなどアゲハから玩具のように遊ばれていた。
サイレン世界の大気に感染してPSIの力に目覚め、アゲハと共に雨宮とマツリからPSIの指導を受け、ドラゴンのような翼や尾を具現化する能力を開発する。シャイナとの戦闘において上空4000メートルに転送され、PSI能力を駆使して辛うじて生き延びるも負傷するが、ヒリューの落下を偶然目撃したタツオと再会を果たして救助された。その後、5回目のゲームで窮地に陥っていたアゲハ達を救うために、タツオ・クサカベとともに現れ、空を覆っている膜を破壊してジュナスたちを撤退させた。10年後の未来では、小学校の教師になっている。
望月朧（もちづき おぼろ）
男性アイドル俳優。21歳。落ち着いた大人なイメージで売っているが、実際はやや幼稚で退屈を嫌い、スリルを好む性格である。赤いテレホンカードを拾ってサイレンドリフトとなり、それをテレビで公表した際、エルモアと知り合う。後日、サイレン世界に飛ばされ、アゲハ達と知り合う。人生を楽しむことを主眼に置いており、そのためには自身が危険な目に遭うことも、他者を利用することも厭わない。サイレンドリフトになったのもそのためである。自分の性質を自覚しており、表向きは常識人を装いアゲハ達に積極的に協力するが、マツリにはその本性を危惧されている。2回目のゲーム終盤、キュアの力に目覚める。4回目のゲームで、シャイナから致命傷を受けた状態でイルミナス・フォージ実験場跡に飛ばされ、その際にキュアを応用した新たな力「生命融和（ハーモニウス）」に目覚め、廃棄されたイルミナを取り込んで死を免れた。また、その際に強化された彼の生命波動がネメシスQの通信を妨害し、アゲハ達と連絡ができなくなった。その後、偶然スカージのオドと出会い、彼を殺害して成り変わり、W.I.S.E.に潜入した。グリゴリ07号が解放された後、イルミナはすべて取り外された。10年後の未来では、俳優を辞め、画家や事業家などさまざまな職業に就き大成功を収めたのち、飽きてまた別の職に就くということを繰り返している。
PSIは、生命を創り変えて己の身体に取り込む「生命融和（ハーモニウス）」である。禁人種の身体と融合し、操作する。また、自分の身体を創り変えて大量のイルミナを組み込み、力を底上げしている。キュアも扱えるが、応急処置程度であり、自分自身を治療することはできない。
霧崎兜（きりさき かぶと）
軽い性格の青年。男性と女性とでは接する態度が異なるため、女絡みになると大概トラブルを起こしたり、猫のような仕草をしたりするなど、ひょうきんな面がある。視力が高く、身軽である。ジャーナリストの叔父を持ち、訪問しては金を借りている。雨宮を「リトルバニー」と呼んでいる。サイレンドリフトになった当初は、サイレン世界の存在を認められず逃げていたが、サイレン世界で叔父の死体を目の当たりにし、カブトに宛てた遺言やアゲハ達との共闘を通して心境が変化し、危険を事前に察知する幻視「脅威（メナス）」を発現させた。その後、ヨヨとの邂逅やイアンによるライズの教授によって戦闘技術を身に付けた。W.I.S.Eとの最終決戦後は戦場カメラマンとなり、PSIを用いてどんな危険な戦場からも帰還することから「奇跡の男」と呼ばれている。
ヨヨ
カブトの心の中にいる存在。牛のような角の生えた仮面に、虎柄のマントを纏ったような姿をしている。台詞は全てひらがなとカタカナが入れ替わっており、フォントも独特のものが使用されている。4回目のゲームで、カブトがドルキの爆撃からアゲハを庇い昏睡状態に陥っている際に、カブトの精神世界内で初めて登場した。カブトの眼に映る「死の脅威」とされる光を祓い、災難から逃れる能力「弱者の（チキンソウル）パラダイム」を持つ。さらに、その光を集めて相手に叩き込み、「死の脅威」を相手に返すことも可能である。

### 協力者
八雲 祭（やぐも まつり）
元サイレンドリフトの女性。世界中を飛び回る有名なピアニストだが、しばしば吐くまで酒を飲むほどの酒好きで、酔ったままバイクを運転したり、コンサート前に酒を飲むこともある。サイレンドリフトで唯一ゲームをクリアしており、サイレンについて深い知識を持つ。雨宮にPSIとサイレン世界で生きるための技術を教えた。ゲームクリア後も未来が荒廃した原因を探り、アゲハ達の活動をサポートする。既にゲームクリアしているためにサイレン世界へ行けないことを歯痒く思っていたが、5回目のゲーム開始直前、ネメシスQの主であるグリゴリ07号にカードの度数を回復され、影虎と共にアストラル・ナーヴァに赴きグラナと対決する。10年後の未来では、イアンとフブキの結婚を祝って延々と飲み会をしていた。具体的なPSI能力について作中では描かれなかったが、小説版では、バーストのテレキシネスとストレングス寄りのライズを得意とすると明かされている。
天樹院エルモア（てんじゅいん エルモア）
小柄の老婆。サイレンの真実究明に5億円の懸賞金をかけた。大富豪の霊能力者で、未来を予知する幻視のPSI「千年万華鏡（せんねんまんげきょう）」を持つ。また、有線トランスを用いた読心術も心得ている。他人の心を読むサイキッカーであった夫・古比流（コペル）と共に凄腕の占い師として活躍し、莫大な財産を築いた後に引退した。その後は伊豆の「エルモア・ウッド」に子供達を引き取って育てながら、未来の世界が崩壊する原因を探っている。人形好きで、彼女の部屋は人形に囲まれている。心臓が弱いため、キュアの能力を持つヴァンをいつも連れている。いつ頃からか荒廃する未来の予知夢を見るようになり、サイレンドリフトとなった古比流からサイレン世界の映像をテレパシーで伝えられた。その際、古比流をネメシスQの制裁によって失った。望月朧の繋がりでアゲハと知り合い、バースト・ストリームを教授した。
サイレン世界では、容姿・性格共にほとんど変わっていないが、車椅子に乗っている。ジュナスによる「根」への襲撃がきっかけで体調が悪化し、予知と共に見たW.I.S.E.の背後にいる邪悪な意思の存在を伝え、子供達に礼を言い遺して息を引き取った。
天樹院ヴァン（てんじゅいん ヴァン）
無口かつ無表情の少年。キュアの力を持ち、心臓が弱いエルモアに付き従っている。また、PSIの素質を見抜く力を持つ。
サイレン世界では性格が正反対に変わり、お喋りで非常に明るい性格に様変わりしている。そのきっかけは4回目のゲーム時点において、イアンが死亡して絶望に陥っていた生存者達を落ち着かせるために大声で喋ったことによる。自分の周囲にいる複数の人間を同時に治療したり、脳と心臓以外なら消失した体を完璧に再生できるなどの力をつけている。5回目のゲームでは、イアンと師弟関係を結んでいる。
天樹院カイル（てんじゅいん カイル）
褐色の肌に銀髪の活発な性格の少年。自称「エルモア・ウッドの切り込み隊長兼警備隊長」。ストレートティーなど、苦いものが苦手である。犬居達との戦いの後、左頬に大きな傷を付けられる。大気を圧縮変換したPSIブロックを空間に造りだす空間操作系PSI「マテリアル・ハイ」というPSIを使う。ブロックは空中に固定され、立方体や刃状など、様々な形のブロックを作り出して足場や防壁・罠などに応用する。また、「固定解除（フォールダウン）」の合図でブロックを落下させるなど、重量を活かした攻撃もできる。
サイレン世界では身長が大きく伸び、左耳にピアスを付けている。4回目のゲームでアゲハ・カブトの前に現れ、ドルキを一瞬で倒した。
天樹院フレデリカ（てんじゅいん フレデリカ）
動物の耳のような突起が付いたフードを被っているフランス人の少女。愛称は「フー」。プライドが高く、「紅蓮の女王」を自称する。発火能力のPSI「パイロクイーン」を持つ。怒ると関西弁になり、PSIを暴走させやすい。元は神戸にある貿易商の令嬢だったが、出生時からPSIに目覚め、癇癪を起こして自宅を半焼させたことで親に匙を投げられ、エルモアに引き取られた過去を持つ。
サイレン世界では小柄でスレンダーな体型へと成長しているが、胸が小さいことを気にしている。炎を巨大生物の形にして操る「パイロクイーン・サラマンドラ」を習得している。
天樹院マリー（てんじゅいん マリー）
そばかす顔の少女。控えめで優しい性格をしており、フレデリカには子分のように扱われている。テレキネシスの使い手であり、精密なプログラムを用いて、皿洗いなどの家事をこなしている。プログラムの技術をアゲハに教える。アゲハに好意を抱いており、雨宮をライバル視している。
サイレン世界では、巨乳の美少女に成長した。そばかすがなくなり、髪を伸ばし、ポニーテールにしている。テレキネシスが強力になっており、巨大な岩を軽々と操る、地形を変貌させるなどの力を見せる。アゲハに対する好意は変わっておらず、再会の際には涙ながらに喜び、抱きついた。後にW.I.S.Eによる「根」襲撃の際に、ヴィーゴに拉致された。
天樹院シャオ（てんじゅいん シャオ）
中国風の服を着た少年。マリーに想いを寄せている。周囲を取り巻くPSIの流れを感じ取り、相手の思考を読み取る「心羅万招（しんらばんしょう）」や、白い蛇を具現化し、遺留品の残留思念から持ち主の居場所を特定する「風導八卦白蛇（ホワイトフーチ）」、相手のPSIを無効化する「陰陽心羅（おんみょうしんら）」などの技を持つ。
サイレン世界では、背の高い美少年へと成長した。マリーへの想いを抱き続けているが、未だに告げられないでいる。4回目のゲームで登場し、シャイナの襲撃によって危機に陥っていた雨宮を救った。
イアン
マツリの知人であるサイキッカーの青年。気難しく不愛想だが、優秀なキュア使いで、医学では治せない怪我も治療できる。マツリに惚れており、12回プロポーズしているがすべて断られている。雨宮および影虎とは犬猿の仲である。
サイレン世界では、4回目のゲームにおいて転生の日を「根」で迎える。その後、マツリ達と共に生存者の救出に向かうが、マツリと影虎が消息不明となった後は自棄になり、休憩せずに生存者を治療し続け、力尽きて死亡する。5回目のゲームでは未来が改変されて生存し、フブキとの間に息子・マルコをもうけている。
雹堂影虎（ひょうどう かげとら）
マツリの知人であるサイキッカーの男性。暴力団間の抗争で致命傷を負ったところをマツリに救助されて以来、彼女を「姐さん」と呼び慕っている。マツリに22回プロポーズしているが、すべて断られている。猫とモンブランが好きで、子供好きでもある。関東最強のライズ使いを自称し、裏の世界でサイキッカーが絡んだ事件を中心に解決するトラブルバスターを請け負っている。頑丈な身体を持つため「不死身の影虎」と呼ばれている。サイレンドリフトではなかったが、雨宮から未使用の赤いテレホンカードを受け取り、サイレンドリフトとなる。
サイレン世界では、4回目のゲームにおいて、ラン・ハルヒコと3人で天戯弥勒を追っていたが手掛かりを得られず、マツリが倒れたためにエルモアを頼り、転生の日を「根」で迎える。生存者の救出に向かったところをグラナとシャイナに遭遇し、マツリと共に行方不明になる。
東雲嵐（しののめ ラン）
サイキッカーの青年。黒髪と白髪が混ざった短髪で、黒縁眼鏡をかけている。性格は冷静で落ち着きがあり、子供好きである。ハルヒコとは高校からの腐れ縁である。交通事故で入院した妹の治療費のため、犬居と共に闇金融から金を盗んでいたために影虎に追われていたが、事件が一応の解決を見た後、真犯人である天戯弥勒を追うために彼に身柄を引き受けられる。空間操作系PSI「トリック・ルーム」を使用する。任意の座標に別次元で繋がった2つのボックス・α（離れた場所のボックス）とβ（手元のボックス）を作り出し、箱の中身を「α⇒β（ダウンロード）」または「β⇒α（アップロード）」の合図で片方からもう片方へ転送する。また盾のようにして防御に使うこともできる。
サイレン世界では、髭が伸びて渋くなり、主に白衣を着用している。自身の能力で「根」の内外を行き来する連絡路の役目をしている。10年前はボックスがαとβの二つしか出ていなかったが、ボックスの数を増やし複数箇所に連絡路を設置している。10年後の未来では小児科医となり、「天の樹」で働いている。子供達からは絶大な人気を博しており、女児達の間では彼を巡る壮絶な闘いが繰り広げられている。
夢路晴彦（ゆめじ ハルヒコ）
サイキッカーの青年。金色の長髪で、髪を髷のように結い、ゴーグルを着用している。犬居とは以前からの知り合いで、ランと共に3人で窃盗を繰り返していた。その後、影虎に身柄を引き受けられ、彼に協力する。電気を発生させる「電磁'n（ショッカー）」というPSIを持ち、電撃を受けた相手のPSIを強制解除させる「ショットガン・ボルト」や、強い電光をさせて相手の目を眩ませる「ホワイト・ショック」などの応用技を使用する。
サイレン世界では、髪がさらに伸びたところ以外は特に変わっていない。上半身裸でいることが多い。電磁'nに改良を重ね、電気の貯蔵を可能としており、「根」全体に電気を供給している。
真名辰央（まな たつお）
通称・タツオ。ヒリューの後輩。生まれつき病弱な体で入退院を繰り返していたが、ヒリューに何度も励まされ、彼にヒーロー像を重ねていた。サイレンドリフトになるが、禁人種に拉致され、自らも禁人種に改造された。その後、ドルキの命令に従い、サイレン世界で遭遇した人間を抹殺していた。2度目のゲームでアゲハ・ヒリューと交戦し、アゲハの放った暴王の月によって核の機能が停止して自我を取り戻す。カードを紛失していたため現代に帰ることができず、カード無しで現代の世界に帰る方法と、禁人種の核無しで生き延びる方法を見つけるためにサイレン世界に残った。その後、クサカベに助けられ行動を共にする。禁人種に改造されたことでPSIの力に目覚め、バーストを溜め込み強力な弾丸として撃ち出す銃と、同地区にいる巨大な禁人種・蟲（ワーム）が嫌う音波を発するマスクを装備していた。その後はバーストで具現化した2丁拳銃やライフルを使用する。
日下部雄介（くさかべ ゆうすけ）
ゴーグルと長いアゴ、大阪弁口調が特徴の大男。通称・クサカベさん。サイレン世界でのみ登場する。廃棄された神経制御塔で、音楽や映画を楽しみながら生活している。イルミナス・フォージを受けた禁人種だが、運良く精神に影響を受けなかった。サイレン世界で1人彷徨っていたタツオを保護し、その後、タツオが連れてきたヒリューを匿った。元々はW.I.S.Eの研究員だったが、昔の自堕落な生活に憧れて脱走した。あらゆるシステムにハッキングできるPSIを持ち、世界を崩壊させたW.I.S.Eへの復讐と元の身体に戻るために、ヒリュー・タツオと3人で神経制御塔への潜入を試みる。アストラル・ナーヴァの神経制御塔を狂わせて空中の膜に穴を開け、太陽光でW.I.S.E.を攻撃するという計画を実行するが、クァト ネヴァスにイルミナの力を奪われたことで灰となり、消滅した。
夜科朱鳥（よしな あすか）
アゲハとフブキの実父。天文学の研究組織・NASLの主任を勤める天文学者。容姿は非常に若々しいが、年齢は作中の西暦2008年時点で47歳である。外見、性格共にとても穏やかな人物で、一見するととてもアゲハとは似ていないが、血の気の多いアゲハと体当たりで向き合う為に通信空手で身体を鍛えており、アゲハを制圧するほどの実力を持つ。何かアゲハがやらかした際には文字通り鉄拳制裁を行うなど、息子に対しては手が早い。謎の隕石・ウロボロスに深い関心を持ち、ウロボロスの情報を求めていたアゲハと雨宮を研究所に招いた。
サイレン世界では、5回目のゲームで登場する。登場時で57歳にもかかわらず、若々しい外見を保っている。転生の日で世界が崩壊した際に、500人余りの生存者を救助した。実はサイキッカーであり、この時点で第4のPSI「ノヴァ」の習得に成功している。PSIは、周囲の限られた領域を支配下に置く「星空間（せいくうかん）」で、領域外からの攻撃を弾く、領域内に進入した相手のPSIを抑えて動きを鈍くし、自分だけは身軽に動くなどの作用がある。この力によって作中では第2星将のジュナスを圧倒したが、自身の脳への負荷も非常に大きく、最終的には時間切れで戦闘不能になってしまった。また、応用技として、重力を捩じ曲げて時空を歪ませ、領域内の時間の進行を遅くする「星空間・重力特異点（せいくうかん・じゅうりょくとくいてん）」があり、上記の若々しい外見もこの能力によって、自身の時間の流れを遅くした結果である。作中では、この能力でアゲハと雨宮が「ノヴァ」を習得する為の時間を稼いだ。

### W.I.S.E関連
天戯弥勒（あまぎ みろく） / グリゴリ06号
W.I.S.Eの設立者である青年。その正体は、第2期グリゴリ計画の元実験体・06号である。性格は自己中心的で独善的であり、PSIの力を持たない人間を旧人種として毛嫌いする。生命を操るPSI「生命の樹（セフィロト）」を使う。「生命の樹」には、周囲の人間を串刺しにしながら成長する樹を創造する「峻厳（ケブラー）」や、「生命の樹」の種を植え付けた人間を操作し、生命力を吸収する「王国（マルクト）」、他者から奪った生命力で自身の肉体を回復させる「美（ティファレト）」、大量に収集した生命エネルギーから新たな生命を生み出す「王冠（ケテル）」などの派生技があるほか、球状のエネルギー体を作り、相手の攻撃を防御する「生命の門（セフィラ・ゲート）」などの派生技を持つ。幼少の頃、双子の姉である07号と共にグリゴリの管理下に置かれ、当初は「実験が終われば家に帰れる」などの嘘を信じて笑顔を絶やさなかったが、成長と共に笑顔が見られなくなり、「宙（そら）と話をしている」と言って天井を見つめ続けるなど、奇妙な言動も現れた。18歳の誕生日に、グリゴリの職員であった射場を唆し、自身のPSIを抑制しているPacsのスイッチを切らせた後、射場以外の職員全員を殺害して逃走した。その後、犬居に従う愚鈍な弟・犬居三郎を演じて裏で彼を洗脳・操作し、活動資金を集めた。用済みになった犬居を殺害した後は、放浪していた01号（後のグラナ）に接触し、W.I.S.E.に加入させた。さらに中継ヘリのカメラを奪い、PSIの力を持ちながらもそれを隠して生きている者に仲間になるように演説し、呼応して彼の元を訪れた03号（後のウラヌス）と鬼瀬（後のヴィーゴ）などを仲間に加えた。「約束の涙」の回収を企むが、その落下地点でアゲハと戦った際に真実を知り、アゲハと共闘してミスラを倒す。最後は軍の攻撃から逃れて身を隠し、表舞台から消えた。
小説版では、これからの道を考えた結果、世界を壊すことなく『異能の力を持つことが異常でない世界』を作ることをW.I.S.Eの新しい方針に掲げ再出立し、W.I.S.Eメンバーたちと共に虐げられてきたサイキッカーを救い、その家族や恋人などの関係者たちが住む、異能者とそうでないものが認め合う小さな国をとある島に作っている。
サイレン世界では、右目の周りに入れ墨を入れている。実務的な仕事は全てグラナに一任しており、裏で古い命から新しい命へ引き継ぐ計画を進めていたが、その計画をミスラによって利用され、水泡と帰した。クァト ネヴァスによる地球の捕食を食い止めるため、グラナと共にミスラを倒し、クァト ネヴァスを地球から追い出して力尽きた。彼が生み出した新しい命の破片は、地球に良い影響を与えた。
ミスラ
天戯弥勒に助言を与えている女性で、一人称は「ボク」。その正体は「クァト ネヴァス」の代弁者であり、W.I.S.Eを利用して地球をサイレン世界に変えた真の黒幕である。天戯弥勒の力に目をつけて、毎夜、彼に夢を見せると共にテレパシーで世界への憎悪を煽り、クァト ネヴァスが地球を喰い尽くすための準備にその力を利用し続けていた。「約束の涙」を体内に取り込んでクァト ネヴァスの一部と同化し、ウロボロスを地球へ導く道標の役割になることを画策するが、「約束の涙」と同化した直後、アゲハと弥勒の共闘によって倒され、最期は「暴王の月」に飲み込まれて消滅した。
サイレン世界では、W.I.S.Eにイルミナの技術を教え、「かがり火」という予知能力を扱うほか、物質をブロック状に切断する能力を有している。これらはクァト ネヴァスを取り込む前の能力であり、取り込んだ後は、あらゆる物体を破壊する光線を放つ能力を得る。器にしていた身体が古くなったためマリーを新たな器にしようとしたが、ヴィーゴがそれを阻止しようとしたため、彼の身体に埋め込まれたイルミナを抜き取り殺害した。ウロボロスの地球捕食の準備が整い、本性を現して地球を捕食しようとしたが、弥勒とグラナによって倒された。
小説版では、ミスラの器にされた少女に想いを寄せていた少年の日記という形式で、小柄で吹奏楽部に所属していたごく普通の女子高生だった彼女が、ある夜、流れ星をその身に受けてから徐々に心を喰われ、ミスラへと変えられていったことが書き記されている。
グラナ / グリゴリ01号
ボサボサの髪に逞しい外見をした大男。その正体は、第1期グリゴリ計画の元実験体・01号である。作中の16年前にグリゴリを脱走し、一人旅を続けていた。豪快かつ繊細というかなり面倒な性格をしているように見えるが、実際は実験の過程で感情を消されており、本来は機械のように無感情な性格である。その後は自身の生まれた理由を見つける為に、各地を放浪していたが、天戯弥勒に出会い、彼との戦闘の末に片目を潰されるが、弥勒の言葉や思想に感化されて彼の仲間となった。また、「another call2」では、古い風習に詳しい一面も描写がなされている。胎児期からサイキッカーとなる為の手術と訓練を受け続けたためにPSIは強大で、途方もない規模のテレキシネスを操れる。W.I.S.Eの塔をテレキネシスを使って短時間で建造したり、太陽光線をねじ曲げて、一点に集中させて攻撃する「日輪 “天墜”（にちりん てんつい）」を使う。
サイレン世界では、W.I.S.E第1星将の立場を与えられ、「天修羅のグラナ」と名乗る。また、右目に眼帯をしている。弥勒からはただの主従関係ではなく対等な友人として絶大な信頼を寄せられており、最終計画の準備の為に篭りがちな弥勒の代理として、W.I.S.Eを指揮する。一方でミスラを信用していなかったので、イルミナス・フォージは受けていなかったが、それにもかかわらず現代の頃よりもさらにテレキネシスは強力になっており、空全体の太陽光を捻じ曲げて「日輪天墜」を溜め無しで連発できるようになっている。アストラル・ナーヴァでの決戦にてマツリと死闘を繰り広げるが、ミスラが本性を現した後は戦いを中断して弥勒の所へ駆けつけてミスラを倒し、弥勒と共にクァト ネヴァスを地球から追い出し力尽きた。
ジュナス / グリゴリ05号
グリゴリの元実験体・05号で、左目の上に傷を持つ男性。性格は極めて凶暴で、殺人を躊躇しない。しかし、その性格に反して同じ実験体だった天樹弥勒に呼応して彼と共にグリゴリを脱走して以降、彼には素直に付き従っている。弥勒の命令ではるかぜ学園にて理子（カプリコ）と接触して、新たな仲間として加えたが、その時に自分のことを友達だと言った彼女に対しては、それ以来非常に優しく接しており、単なる仲間以上にとても大事にしている。有しているPSIは、刃物状のバーストを操る「神刃（カミキリ）」で、周囲のバースト波動に反応して炸裂する刀を空中に無数配置する「毘沙門・叢（びしゃもん むら）」や、武器からバーストの刃を放つ遠距離攻撃である「毘沙門・礫（びしゃもん つぶて）」、高速で振動するバースト粒子を刀の形に集結させて振り回す「阿修羅・解（あしゅら かい）」などの技を使う。内容が改変された後の「宣戦の儀」では、毘沙門・叢でエルモア・ウッドの子供達を殺害した。
サイレン世界では、W.I.S.E第2星将の地位を与えられ、直属の戦闘部隊「スカージ」を指揮する。ドルキの死亡後、エルモア・ウッドの足取りを追ってドルキが戯れに泳がせていたネオ天草に単独で侵入し、碓氷を初めとした主要メンバーたちを全員殺害した。その後、スカージを率いて「根」を襲撃する。アストラル・ナーヴァにてサイレンドリフトとなった影虎と対決するが、本性を現したミスラにイルミナの力を奪われて、戦闘不能状態になってしまうが、結果的にはカプリコと共に星将の中で唯一の生存者になった。
ウラヌス / グリゴリ03号
長いコートにマフラーと尖った髪型が特徴の男性。その正体は、第1期グリゴリ計画の元実験体・03号である。冷気を操るPSI「氷碧眼（ディープ・フリーズ）」を使い、スケート靴のブレードや氷の槍、被弾した相手を凍結させる銃を形成する。また、対象を完全に凍結させる「グラシアル・ウォール」という技を持つ。脱走したグラナを始末するために政府から解放されたが返り討ちに遭い、それ以降は自身の強さを証明する為に、自身も政府から逃走して独自にグラナを追うようになり、テレビ中継された弥勒とグラナの戦いを見て、グラナを超える為にW.I.S.E.に加わる。グラナ以外では、サイレン世界で自身より上の階級になったジュナスにも強い対抗心を燃やしており、「根」襲撃でジュナスが敗走してきた際には、わざわざ嫌味を言いにやって来た。
サイレン世界では、W.I.S.E第3星将の地位を与えられている。「根」によるマリー奪還作戦ではカイル・フレデリカと対決したが、埋め込まれたイルミナが汚染され、最後はフレデリカの炎に焼かれた。自分達の目的は強くなることと戦いしかないと考えており、それ故に最後まで決して戦いから引くことは無く、その最期の姿は同じ実験体出身であるグラナやジュナスにも大きな影響を与えた。
シャイナ
W.I.S.E第4星将で、PSI研究を担当している青年。ウラヌス、ヴィーゴの加入前は第3星将だった。現代では普通の学生だったが、天樹弥勒の演説に呼応してW.I.S.Eに参加する。常に飄々としていて笑顔を絶やさずに誰に対しても丁寧に接するが、W.I.S.Eに仇なす敵や自分が格下と見なした相手のことは露骨に見下した態度をとる慇懃無礼な性格である。また、非常にプライドが高く、プライドを傷つけられると普段の余裕や冷静さが崩れて激情を露わにし、自身のそんな姿を見た部下の禁人種すら八つ当たり気味に殺害する面もある。一方でそういった面を除けば、性格に一癖も二癖もある星将達の中では良識的な感性の人物である為に、彼等の間に入って調整役などをすることも多い。PSIとしては瞬間移動能力を持ち、自身のみならず、周囲の物体を異なる場所へ転送できる。技として、狙い定めた六角柱状の空間を丸ごと転送させる「六方転晶系（ヘキサゴナル・トランスファー・システム）」があり、自分の周囲の空間を破壊することもできる。3度目のゲームで初登場して、窮地に陥ったドルキを救出した。4度目のゲームではドルキのお目付け役として彼と共にアゲハ達の前に再び現れて、ヒリューを上空4,000メートル、朧をイルミナス・フォージ実験生命体廃棄層にそれぞれ転送し、サイレンドリフト達を全滅の危機に追い詰めるが、介入してきたシャオ・フレデリカと雨宮の反撃を受けて、瞬間移動で戦闘から離脱した。「根」によるマリー奪還作戦では侵入者の排除を任されて、ランとヴァンに奇襲を仕掛けるが、雨宮とアビスのノヴァに終始圧倒され、イルミナの核を破壊されて消滅した。
ヴィーゴ / 鬼瀬鋭二（きせ えいじ）
芸術と称して自身の能力で殺人を繰り返していたサイコキラーの男性。どもりながらの非常に特徴的な話し方をする。テレビ中継された天樹弥勒の演説に呼応し、当初は弥勒を殺すつもりだったのだが、自身の中の本能の声に従い、それを止めてW.I.S.E.に加わった。有するPSIは「潜航師（ゾーン・ダイバー）」で、あらゆる物質と自身の肉体を同化させて、その内側に潜り込む。この能力を応用し、近接武器や飛び道具などを瞬間的に自身と同化させることで、肉体の損傷を回避する。また、手足を伸ばしたり、離れた場所に手足を作る、同化した壁から無数の手足を出現させて操る「潜航師・傀儡（ゾーン・ダイバー・フリークドール）」などの技を使う。明言はされていないが、家族という繋がりに対してコンプレックスがある模様。
サイレン世界では、W.I.S.E第5星将の立場を与えられている。「根」襲撃の際に斥候として参戦し、応戦したマリーに一目惚れして彼女を誘拐した。その後は、マリーのことをもっとよく知ろうと接近するも、自分を拒絶するマリーに絶望して翌日殺すと宣言して姿を消す。しかし、マリーを新たな器にしようとするミスラに反発してマリーを庇い戦うが、ミスラに圧倒されてイルミナの核を抜き取られてしまい、マリーに看取られながら死亡した。
カプリコ / 八星理子（はちぼし りこ）
はるかぜ学園に預けられていた孤児の少女。目の前で殺人が行われても「オー」と驚くだけの非常にマイペースな少女であり、この当時はまだ年幼い為に言動もたどたどしい。眉間にバツ型の傷跡があるが、これは崖から転落して怪我をした際についた傷で、これがきっかけでPSIに目覚めたらしく、周囲からは恐れられていた。書いた絵を実体化できる「創造者（クリエーター）」の能力を持つ。その能力からW.I.S.Eに目をつけられて、ジュナスに誘われて初めてできた友人として認識した彼と行動を共にすることを選ぶ。PSIの力を危険視されて軟禁同然の不自由な生活を送っていたようで、大好きなスケッチブックを取り上げず、好きなだけ絵を書けばいいとジュナスが言ってくれたことが決め手になったらしい。
サイレン世界では、W.I.S.E第6星将として、禁人種の研究および開発を行っている。ウラヌス、ヴィーゴの加入前は第4星将だった。イルミナス・フォージはジュナスに止められたのか受けていない。星将会議の最中にもかかわらず新型禁人種のデザインを描き、話の腰を折ってデザインに関する意見を求めるなど、相変わらずのマイペースな性格で奔放さが目立つが、とても理知的な話し方もできるようになっている。ジュナスとは深い絆で結ばれており、影虎からジュナスを庇った際には彼のことを愛していると言い切っている。最終決戦後は二人揃って星将の中で唯一の生存者になった。
ドルキ
W.I.S.E第7星将の地位にいる男性（作中で明言はされていない）。ウラヌス、ヴィーゴが加入する前は第5星将だった。特別警備小隊を率いて、敵対者や不審者の捕獲・監視・殲滅を任務とする。非常に傲慢で好戦的かつ短気な性格で、自分の意向にそぐわない行動を取ったものは、部下であろうと容赦なく殺害し、味方に対しても当たり散らす王様気取りな人物である。このような人物である為、部下達からの人望は無く、シャイナからは腫れ物のように扱われ、ジュナスからは戦死を期待されるなど、他の星将達からも疎まれている。任意の場所に爆発を起こす「爆塵者（イクスプロジア）」を使用し、全力時は、自身を包み込む巨大なバーストの塊を用いて全方位を捕捉・爆撃する「星船形態」となる。禁人種に改造されて自我を失ったタツオと面会しており、人間の抹殺を命令している。3度目のゲームにてアゲハ達の元に現れ、拉致しようとするが、暴王の流星で右腕切断の重傷を負い、陰で見物していたシャイナに救助された。その後はその件の責任を追及され、星将の座から降格されてしまう。自身から地位もプライドも奪ったアゲハへの復讐心から再戦を望み、一年後の生存確率が0.5％以下となる2度目のイルミナス・フォージを行う。4度目のゲームでシャイナと共にアゲハ達の前に再び現れてアゲハを圧倒するが、助太刀に入ったカイルに核2つをほぼ同時に破壊され、消滅した。
遊坂葵（ゆさか あおい）
陸上自衛隊研究所特殊化学武器研究科に所属する色黒の青年。射場の友人を装っていたが、実はW.I.S.Eの一員で、グリゴリの職員であった射場を監視していた。実際の性格は傲慢かつ残忍そのもので、他人の命を何とも思っていない。自身の肉体に毒物を投与したうえで、その毒物を操るPSI「甘き毒薬（キャンディ・マン）」を使う。この能力により、2秒以上触れた相手を毒に侵したり、肉体から放出した毒ガスを昆虫の形状に具現化させ、操作して毒ガスをまき散らすといった使い道のほか、毒ガスで自身の分身を作り上げることもできる。「宣戦の儀」の前日にW.I.S.Eに単身戦いを挑んだマツリを撃退し、昏睡状態に陥らせたのは彼のPSIである。アゲハ達が自衛隊の研究所に潜入した際、自作の新型毒性ウイルス「ゴルゴン」で射場を殺害し、さらにサルファ・マスタードやホスゲンを能力に用いて施設内で大量殺戮を実行し、アゲハ達を抹殺しようとした。アゲハの新技「暴王の渦」で致命傷を負うが、ニトログリセリンに自身の能力を使用して研究所を爆破し、自らも爆死した。
デルボロ
ジュナス直属の戦闘部隊・スカージのリーダー。5回目のゲーム時、部下を引き連れて「根」を襲撃する。オドが朧に入れ替わっているのを知らなかったため、「根」によるマリー奪還の最中に、朧に殺された。
オド
スカージのメンバーである覆面の男。5回目のゲーム時、根を襲撃するが、敵にもかかわらずアゲハを治療するなど不可解な行動を取る。実は本物のオドは「根」を襲撃する前に朧に殺され、彼と入れ替わっていた。
アッシュ
スカージのメンバー。外見は普通の人間だが、鋭く並んだ牙が生えている。トランプやコインを武器にしている。5回目のゲーム時、「根」を襲撃し、生存者を攻撃した。カブトの弱者のパラダイムに翻弄され、集められた死の脅威を押し付けられ死亡した。
ネッカ
スカージのメンバーである女性。鎖を武器に扱い、バーストを体に纏って自身を強化する。他のメンバーと共に「根」を襲撃し、フレデリカと交戦するも、サラマンドラの最大火力の攻撃を受け、灰になった。
バーリィ
スカージのメンバー。他のメンバーと共に「根」を襲撃するが、ハルヒコの電磁'sの攻撃を連続で受けて敗北した。

### ネオ天草
碓氷（うすい）
「ネオ天草」を統治する白髪長髪の老人男性。右目に眼帯をしている。政府が関与する裏の仕事に携わっていた際にサイレンドリフトとなり、未来を知る。しかし、アゲハ達のように未来を変えようとは考えず、崩壊後の世界で楽に生きるために、サイレン世界で安全な場所を探し、それが終わると自身のPSIで三宅と共にゲームから離脱し、邪魔者になり得る赤いテレホンカードの所有者からカードを奪っていた。アゲハもその標的として追われたが、その際、偶然にネメシスQの召集を受けたために略奪から逃れている。「転生の日」の後、天草四郎時貞の生まれ変わりである予知能力者と名乗り、「ネオ天草」を造り上げて独裁政治を敷いていた。トランスに特化したサイキッカーで、「時読の右手（サイコメトリー・ライト）」と「狂流の左手（イレギュラー・レフト）」という能力を持つ。「時読の右手」は右手に触れた物の過去を調べる能力で、「狂流の左手」は左手に触れた者のPSIに作用し、正常な動きをとれなくするアンチ・サイキックで、サイレンのゲームから離脱したのはこの能力によるものである。また、この能力を同時に発動することで、相手の記憶を消す「消去（デリート）」や、有線トランスを蜘蛛の巣状に広げ、それに触れたPSIに力を流し込み相手を束縛し、記憶を破壊する「デリート・スパイダー」などの派生技を使う。用済みになったネメシスQとその主の抹殺を画策し、それを阻止しようとしたアゲハ達と夢喰島にて交戦するが、雨宮とマリーに敗北した。その後、ネオ天草に侵攻したジュナスによって殺害された。
三宅（みやけ）
碓氷の側近である小太りの男。サングラスを着用している。碓氷と同じく元サイレンドリフトで、ネオ天草で唯一彼の正体を知る人物である。バースト系のサイキッカーで、テレキネシスのほか、タコの足状のバーストで攻撃する「黒骨（オクトパス）」を使う。碓氷に同行し、ネメシスQの主を殺害しようとするが、雨宮とマリーに阻止され、敗北した。後日、ネオ天草を襲撃したジュナスによって殺害された。
億号（おくごう）
ネオ天草に所属するサイキッカーで、バンダナとマントに濃い髭面が特徴の中年男性。リーダーである碓氷が予知能力者ではないことに気付いていたが、彼なしではネオ天草が成り立たないことを理解しているため、横柄な態度を取りながらも従っていた。マリーに対して、初対面でいきなりプロポーズをした。ライオンのような大きな獣型のバースト「オルガゥス」を造り出す能力を持ち、口から砲撃である「鬼哭砲（きこくほう）」を放つ、雄叫びで相手を怯ませるなどの力を持つほか、機動力とパワーにも優れる。ネメシスQの主を殺害するため碓氷に同行するが、カイルがマテリアル・ハイで造った巨大な檻に閉じ込められ、降参した。その後、曲がりなりにも人々の心を掴んだ碓氷にネオ天草の自治を要請し、自らも統治に尽力するが、ネオ天草に乗り込んできたジュナスに殺害された。
太河（たいが）
ネオ天草に所属するサイキッカーで、黒帽子と無表情な顔が特徴の男性。碓氷に忠実だが、彼のやり方に疑問を感じている。能力はバースト系PSIの「光輪（チャクラム）」で、光の刃を飛ばして攻撃する。また、光輪の閃光は目くらましを兼ねている。ネメシスQの主を殺害するため碓氷に同行するが、アゲハと戦闘になり、暴王の月に圧倒されて戦意を無くし降参した。その後、碓氷に未来予知の能力が無いことを知り、彼を殺そうとするが、億号に説得されて断念した。億号と共にネオ天草の統治に力を注ぐが、ジュナスによって殺害された。
脳獣（ブレインビースト）
ネオ天草に所属するサイキッカーの3人組。碓氷の命令でネメシスQの主の居場所を探索していた。アゲハ達と交戦するが全く歯が立たずに敗北した。しかし、その1人が逃げる間際に手に入れた雨宮の髪の毛から、碓氷が過去視で情報を読み取り、ネメシスQの主の情報が漏れた。

### その他の人物
グリゴリ07号
「ネメシスQ」の創造主であり、サイレンのゲームを主催した女性。天戯弥勒の双子の姉である。世界崩壊の原因を探るため、時を遡るPSI「Nemesis（ネメシス）」によって「ネメシスQ」を作り出し、サイレンドリフトを未来に送り、ゲームを遂行した。
サイレン世界において、転生の日以降も夢喰島の「特異能力者の家（ホーム）」に幽閉されていたが、自身の力が限界に来たうえ、ネオ天草に追われていたため、アゲハ達に救援を求めた。口頭では喋らず、テレパスで会話をする。世界の救済には全く興味ないが、アゲハやエルモア・ウッドの意志にはある程度理解を示し、ネメシスQの制裁プログラムを書き換えて、エルモア・ウッドに住む未来人にのみサイレンに関する話ができるようにした。本作品の最終回で、アゲハと雨宮によって幽閉先の研究機関から救出された。
ネメシスQ（ネメシスキュー）
「サイレンの使者」と呼ばれる神出鬼没の怪人。その正体は、グリゴリ07号のPSI・ネメシスに、ある程度の人格や行動原理を組み込んだPSIプログラムである。世界崩壊の原因を解明するために創造され、肉体が時空間移動に耐えられない創造主・07号の代行者として、選別した人間をサイレンドリフトにして協力させるという計画の元に行動する。また、未来の情報を迂闊に漏らすと意図せぬ歴史改変が起こり、計画が破綻してしまう可能性があるため、ネメシスQには、情報を漏洩したサイレンドリフトを抹殺するようにプログラムされている。
ダメQ（ダメキュー）
ネメシスQと同じく、グリゴリ07号に造られたPSIプログラム。小さなネメシスQのような姿をしており、夢喰島にて07号の世話をしている。コミカルでドジな動きが目立つため、アゲハに「なんかダメなネメシスQだ」と言われた。
夜科フブキ（よしな フブキ）
アゲハの姉。24歳。OLをしている。粗暴な性格で「ブッ殺す」が口癖。両親が不在の夜科家でアゲハの保護者代わりをしているが、アゲハからは煙たがられている。恋人に振られてからは朧のファンになり、アゲハが彼を家に連れてきた際、始終夢見心地だった。4回目のゲームでアゲハ達が行方不明になってからはマスコミに追い回され、エルモア・ウッドに避難して子供達の世話をしている。
サイレン世界では5回目のゲームで登場。イアンとの間にマルコを産む。
霧崎塔二（きりさき とうじ）
カブトの叔父。元は戦場カメラマンだったが、戦地で片足を失ってからはジャーナリストとして活動している。カブトにしばしば金を貸している。所有する山荘の地下に核シェルターを作り、そこに収集した情報の記録媒体や非常食等を保管している。
サイレン世界では、W.I.S.Eに関心を抱き、宣戦の儀を撮影した。その後、転生の日にシェルターへ避難するが、その際に地震で足を骨折して動けなくなり、そのままシェルター内で死亡した。
坂口（さかぐち）、ヒロキ
アゲハの友人。よく3人でつるんでいたが、アゲハがサイレンドリフトになってからは付き合いが悪くなり、その理由をアゲハと雨宮が付き合いだしたからと思っている。ヒロは警察幹部の息子で、警察の者と称して学校へやって来た碓氷と三宅を一発で偽物と見破る。
倉木まどか（くらき まどか）
アゲハのクラスメイトで、一見可愛らしい容姿の少女だが、雨宮の物を捨てるなど陰険な性格をしている。雨宮が近頃明るく変わってきたことに苛立っている。
奥村（おくむら）
オカルト部に所属している男子生徒。アゲハに秘密結社サイレンの話やテレホンカードの価値について教え、深入りしないよう忠告した。
三好（みよし）
関東衆英会の組長。影虎に犬居達の始末を依頼した。その後、罠に嵌まった影虎を助けるため、アゲハ達に影虎の小刀を託す。事件が一応の解決を見た後、影虎の頼みでランとハルヒコを解放した。過去にエルモアに占ってもらったことがある。
東雲千架（しののめ ちか）
東雲ランの妹。交通事故で頭を強打して以来、1年半ほど昏睡状態だったが、影虎の拉致事件が解決した後、イアンのキュアにより目を覚ました。
サイレン世界では、兄達と一緒に「根」で暮らしている。
武智祐介（たけち ゆうすけ）
愛知県警白滝署の刑事。「望月朧失踪事件」を担当した。4度目のゲームから帰還したアゲハの取調べを行った。既婚者であり、希美という娘がいる。
犬居清忠（いぬい きよただ）
複数の闇金融から金を盗んでいた窃盗グループの中心人物。頭や腕に包帯を巻き、顔には縫い目があり、右腕には「病苦」と書かれた刺青がある。「痛みは教訓」という信念を持ち、他人にそれを強制する。相手の動きや受けた衝撃に犬居自身の怒りと憎悪を組み合わせ、具現化した影の人形にプログラムして戦わせる「アングリー・ゴーリー」というPSIを使う。アングリー・ゴーリーが受けた痛覚・触覚などは、犬居にも伝わる。影虎を罠に嵌めて捕縛するが、救出に来たアゲハ・カイルと交戦し、暴王の流星でアングリー・ゴーリーを八つ裂きにされ、悶絶しているところを殴打されて敗れた。弟・三郎に扮した天戯弥勒に操られており、尋問の最中に天戯弥勒によって生命の樹を口から生やされて殺害された。
犬居三郎（いぬい さぶろう）
#W.I.S.Eの天戯弥勒の項参照。
射場公一（いば こういち）
グリゴリの元職員で、唯一の生存者。サイキッカーではないが、トランス能力に対抗するための手術と訓練を受けている。グリゴリ在籍時は実験体のカウンセリングに従事しており、グリゴリの手法に疑問を感じていたが、何もできずにいた。天戯弥勒の18歳の誕生日に、彼に唆されてPacsのスイッチを切り、実験体が脱走する原因を作った。その後、政府によって内部事情を漏らさぬよう、NASLに異動させられた。NASLを訪れたアゲハと雨宮にグリゴリ関連の情報を提供し、協力することを決意したが、彼を監視していた遊坂に殺害された。

## 書誌情報

### 単行本
1. 「都市伝説」2008年5月7日 ISBN 978-4-08-874532-9
2. 「ベビーユニバース」2008年7月9日 ISBN 978-4-08-874546-6
3. 「龍」2008年10月8日 ISBN 978-4-08-874580-0
4. 「暴王の月（メルゼズ・ドア）」 2009年1月10日 ISBN 978-4-08-874620-3
5. 「幻視（ヴィジョンズ）」 2009年3月4日 ISBN 978-4-08-874654-8
6. 「突入作戦（フレイム）」 2009年6月4日 ISBN 978-4-08-874682-1
7. 「改変・12月2日」 2009年8月4日 ISBN 978-4-08-874716-3
8. 「光」 2009年11月4日 ISBN 978-4-08-874737-8
9. 「生ける島」 2010年1月4日 ISBN 978-4-08-874766-8
10. 「それぞれの空」 2010年3月4日 ISBN 978-4-08-870013-7
11. 「二人の実験体」 2010年4月30日 ISBN 978-4-08-870048-9
12. 「血と覚悟」 2010年7月2日 ISBN 978-4-08-870104-2
13. 「潜入」 2010年9月3日 ISBN 978-4-08-870149-3
14. 「ノヴァ」 2010年12月3日 ISBN 978-4-08-870158-5
15. 「警報」　2011年2月4日　ISBN 978-4-08-870178-3
16. 「繋がる世界」　2011年3月4日 ISBN 978-4-08-870188-2

### 小説
SOWによるノベライズ。ジャンプ ジェイ ブックスより発売。
1. PSYREN −サイレン− another call 1 紅蓮の聖誕（2010年9月発行、ISBN 978-4-08-703231-4）
2. PSYREN −サイレン− another call 2 未来は君の手の中に（2011年3月発行、ISBN 978-4-08-703239-0）

## ヴォイスコミック
集英社のヴォイスコミック「VOMIC」として、2010年1月にジャンプ専門情報番組『サキよみ ジャンBANG!』にて放送され、同年2月からVOMIC公式サイトにて配信中。

### キャスト
- 夜科アゲハ：櫻井孝宏
- 雨宮桜子：堀江由衣
- 碓氷：園部啓一
- 夜科フブキ：関山美沙紀
- 坂口：金光宣明
- ヒロキ：中西英樹
- 倉木まどか：堀口あすか
- 奥村：川野剛稔
- 電話の声：松来未祐